# Gérard Calvet (Fußballspieler)
Gérard Juanes Díaz Calvet (* 12. September 1976 in Andorra La Vella), oder kurz Gérard Calvet, ist ein ehemaliger andorranischer Fußballspieler auf der Position eines Verteidigers. Er war zuletzt für den FC La Seu d’Urgell in Spanien und die andorranische Fußballnationalmannschaft aktiv.

## Karriere

### Verein
Calvet begann seine Vereinskarriere in Spanien, wo er ab dem Jahr 1996 im Kader des unterklassigen Vereins FC La Seu d’Urgell aus der Region Katalonien stand. Ob er dem Verein bereits davor angehörte, ist aus den Quellen ebenso nicht ersichtlich wie genaue Daten über die Anzahl seiner Einsätze. Hier platzierte er sich mit der Auswahl in der Saison 1996/97, auf einen Abstiegsplatz der siebtklassigen Primera Territorial. Nach den Wiederaufstieg nur ein Jahr später, platzierte er sich mit der Mannschaft in den kommenden Spielzeiten zwar in den vorderen Plätzen der Tabelle, blieb jedoch in den Niederungen des spanischen Vereinsfußballs. Erfolge konnte er bis zum Jahr 2000 nicht erringen. Ob Calvet seine Vereinskarriere nach Ablauf der Saison 1999/00 beendete, weiterhin im Kader von FC La Seu d’Urgell verblieb oder zu einem anderen Verein wechselte und dort seine Karriere fortführte, ist nicht bekannt.

### Nationalmannschaft
Sein Debüt für die andorranische Fußballnationalmannschaft gab Calvet am 13. November 1996, im Freundschaftsspiel unter Trainer Isidre Codina, gegen die Auswahl von Estland (1:6). Es war das erste Länderspiel der La Tricolor überhaupt und Calvet gehört, neben 15 weiteren Spielern, zu jenen die erstmals auf Internationaler Ebene für das Land aufliefen. Er selbst war dabei der einzige Spieler des FC La Seu d’Urgell, der in die Reihen der Nationalmannschaft berufen wurde. Erst drei Jahre später wurde er wieder in den Kader der La Tricolor berufen und kam dabei, an der Seite von Roberto Jonás, Óscar Sonejee und Verteidiger Ildefons Lima, im Freundschaftsspiel gegen die Färöer (0:0) zum Einsatz. Seine letzte Partie im Trikot der La Tricolor absolvierte Calvet am 8. Februar 2000, im Freundschaftsspiel unter Trainer David Rodrigo, gegen die Mannschaft des Inselstaates Malta (1:1). Insgesamt bestritt er 3 Länderspiele, ein Tor gelang ihn dabei jedoch nicht.